# Oncideres miniata
Oncideres miniata är en skalbaggsart som beskrevs av Thomson 1868. Oncideres miniata ingår i släktet Oncideres och familjen långhorningar.
Artens utbredningsområde är Paraguay. Inga underarter finns listade i Catalogue of Life.